# 24
24 (XXIV) je bilo prestopno leto, ki se je po julijanskem koledarju začelo na soboto.

## Dogodki
- bitka za Kunjang